# Jürgen Peters
Jürgen Peters (ur. 17 marca 1944 Bolko/Opole) – niemiecki działacz związkowy; w latach 2003–2007 przewodniczący związku zawodowego IG Metall.

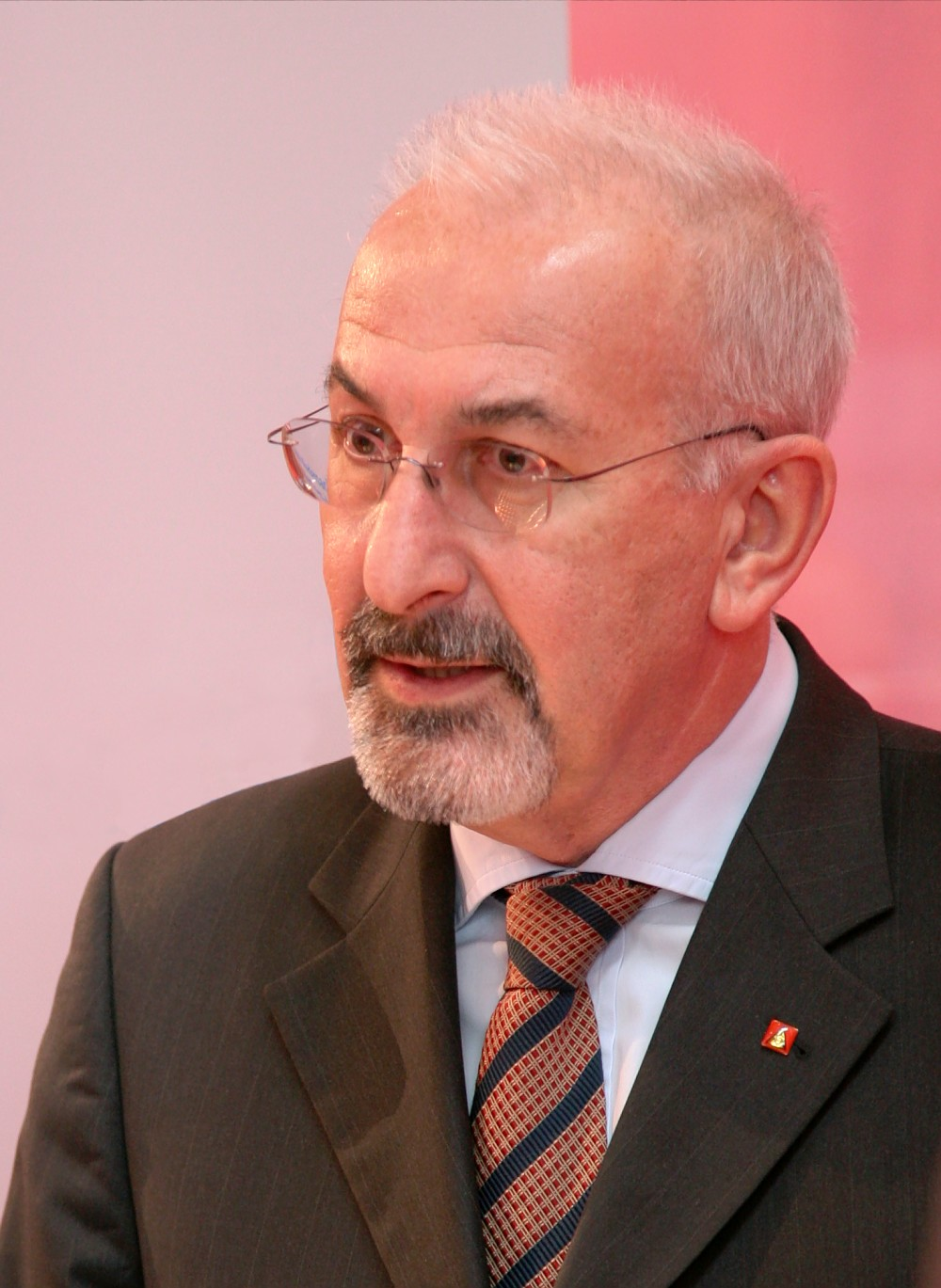
Jürgen Peters

## Życiorys
Peters w latach 1950 – 1955 uczęszczał do szkoły podstawowej w Hanowerze, w latach 1955 – 1961 do szkoły realnej. W latach 1961 – 1964 zdobył zawód ślusarza maszynowego w przedsiębiorstwie Rheinstahl Hanomag AG. W pierwszym roku nauki zawodu przystąpił do związku zawodowego IG Metall. W roku 1964 ukończył też zawodową szkołę średnią. W latach 1964 – 1968 pracował w Rheinstahl Hanomag AG jako ślusarz maszynowy. Następnie w latach 1968 – 1969 uczęszczał do Akademii Pracy we Frankfurcie n. Menem. 1 kwietnia 1969 Peters został asystentem nauczyciela w placówce dydaktycznej związku IG Metall w Lohr, a od 1 kwietnia 1971 pracował tam jako nauczyciel.

## Kariera związkowca
21 kwietnia 1976 Peters został funkcjonariuszem zarządu IG Metall w biurze w Düsseldorfie. Od 1988 do 1998 roku sprawował funkcję kierownika okręgu Hanower, zaś w latach 1998 – 2003 – funkcję drugiego przewodniczącego IG Metall. W toku walki o władzę z obecnym wiceprzewodniczącym Bertholdem Huberem Petersa wybrano na stanowisko pierwszego przewodniczącego związku. Od 31 sierpnia 2003 Peters stoi zatem na czele związku zawodowego, który z liczbą członków wynoszącą ponad 2,4 milionów uchodzi za drugi pod względem wielkości na świecie.

## Inne funkcje
Peters jest ponadto przedstawicielem pracowników w radach nadzorczych koncernów: stalowego Salzgitter AG i samochodowego Volkswagen AG.
Ma też legitymację członka SPD.